# Hermann Schug
Hermann Schug (* 27. Mai 1887 in Kusel; † 19. März 1945 in Speyer) war ein deutscher Verwaltungsjurist und Landrat.

## Leben
Nach dem Studium der Rechtswissenschaften mit Promotion zum Dr. jur. war Hermann Schug als Akzessist bei der Regierung der Pfalz beschäftigt, als er zum 1. Mai 1920 zum Assessor beim Bezirksamt Pirmasens berufen wurde. 1927 erhielt er den Titel und Rang eines Regierungsrats. In die Landesverwaltung zum Obersicherungsamt zurückgekehrt, übernahm er im Mai 1933 die vertretungsweise Leitung der Verwaltung in Speyer, wo er zugleich Leiter des Staatspolizeiamts Speyer wurde. Definitiver Leiter des Bezirksamtes Speyer (ab 1939 Landkreis Speyer) wurde Schug zum 1. Juni 1935. Von Mai 1942 an war er auch vertretungsweise Landrat in Germersheim. Schug verstarb im Amt.